# Górki (województwo lubuskie)
Górki (niem. Bergkolonie) – wieś w Polsce położona w województwie lubuskim, w powiecie gorzowskim, w gminie Santok.
W latach 1975–1998 miejscowość należała administracyjnie do województwa gorzowskiego.